# 頤和路
頤和路（いわろ）あるいは頤和路民国公館建築群（いわろみんこくこうかんけんちくぐん）は、中華人民共和国江蘇省南京市鼓楼区に位置する南京ないし全国最大の中華民国政治要人や有名人の公館区の一部で、中華民国国民党軍政機関要人、富豪、外国人が住居した花園別荘で、いままで完全な形で残る民国特色のある高級住宅でもあり、「民国官邸区」、「使館区」、「近現代建築モデル区」と呼ばれている。

## 概要
頤和路民国公館に数多くの西洋風別荘があり、いずれも花園がついている。中華民国公館区の建築面積は69万平方メートル、そのうちの緑化面積は65％。蒋緯国、于右任、陳誠、マーシャルなどの有名人がここに居住していた。

## 建築
2号、沢存書庫遺跡、（重要文化財）
3号、李敬思公館
4号、常宗会公館
5号、何軼民公館（湯恩伯公館），建築面積441KM2。
6号、陳布雷旧居、（重要文化財）
7号、張広輿公館
8号、閻錫山公館、今は東部戦区政治部定年幹部活動センター。江蘇省文物保護財。
9号、李起化旧居
10号、汪彬梅公館
11号、在中華民国英国大使館空軍武官処
12号、馬承慧公館
13号、林彬公館
14号、任仲琅旧居
15号、元在中華民国フィリピン公使館遺跡、今は軍隊の住宅、南京市文化保護財。
17号、杜佐周公館
18号、鄒魯公館、今は軍隊の住宅、南京市文物保護財。
19号、蔣夢麟公館
20号、陳慶雲公館
21号、蔣范吾公館
22号、王文磯公館
23号、吳潤公館
24号、廖行端公館、在中華民国英国大使館遺跡
25号、趙玉麟公館
28号、錢華の別荘、在中華民国米国大使館遺跡。
29号、在中華民国ソビエット大使館遺跡，今部隊住宅、南京市文化保護財。
30号、耿季和公館
32号、在中華民国豪州大使館遺跡，今部隊住宅、南京市文化保護財。
33号、裘逸青公館。
34号、顧祝同公館。2252km2，建築921km2。南京市文物保護財。
35号，在中華民国メキシコ大使館遺跡。
36号，張春公館。
37号、鄭天錫公館。
38号、汪精衛公館。江蘇省文物保護財。
39号、俞濟時公館。